# Castell de Malpàs
El Castell de Malpàs era un castell medieval d'estil romànic del segle x situat en el poble de Bonpàs, del municipi del mateix nom, a la comarca del Rosselló (Catalunya Nord).
Romanen algunes restes com a testimoni del que fou el castell, però està pràcticament desaparegut. Era en el recinte de l'antiga cellera del poble.